# Мугун
Мугун (бур. Мүнгэн) — село в Тулунском районе Иркутской области России. Административный центр Мугунского муниципального образования.

## География
Находится примерно в 23 км к юго-западу от районного центра — города Тулун.

### Внутреннее деление
Состоит из 5 улиц:
- Гагарина (народное название Климовка в честь переселенцев из Климовского района Украины)
- Кирова (народное название Тарасовка)
- Комарова (народное название Самодумовка)
- Ленина (в народе разделяется на Барховщину — участок от тупика до перекрёстка) и Капанщину — участок дальше перекрёстка)
- Чапаева (народное название Полтавщина)

Ранее существовала также улица Ершовка (названа по фамилии первых жителей), заимки Писаревщина, Михайло, Валтусова.

## Происхождение названия
Название Мугун, вероятно, происходит от бурятского мүнгэн — серебро, деньги.
По мнению Станислава Гурулёва, данный топоним образован от бурятского муу — плохой и гүн — глубина, т. е. плохая глубина.

## История
Населённый пункт основан в 1896 или 1898 году.
Согласно статистическому справочнику в 1893 году уже было 17 дворов и 95 человек населения.
Его основателями были братья Кирилл, Федор и Евстафий Воронцовы, уроженцы Гомельской области Белоруссии. Основную часть жителей села составляли белорусские и украинские переселенцы.
Переселенцы первоначально проживали в землянках и небольших домиках. Они проводили активную раскорчёвку леса под сельскохозяйственные угодья. Позже переселенцы построили добротные дома. Жители населённого пункта активно занимались растениеводством: выращивали пшеницу, рожь, картофель, коноплю, лён, овощи; а также животноводством. Женщины занимались различными промыслами, в частности, ткачеством. Позже в селе был построен кирпичный завод, работавший на местном месторождении глины, а также мельница и маслобойня, которые принадлежали жителю Мугуна по фамилии Луговец.

## Население
| 2002 | 2010 | 2011 | 2012 |
| ---- | ---- | ---- | ---- |
| 914  | ↘828 | ↘825 | ↘806 |

По данным Всероссийской переписи, в 2010 году в селе проживало 828 человек (415 мужчин и 417 женщин).